# Drypetes klainei
Drypetes klainei là một loài thực vật có hoa trong họ Putranjivaceae. Loài này được Pierre ex Pax mô tả khoa học đầu tiên năm 1909.